# 伊號第十五潛艦
伊号第一五潜水艦（イごうだい15せんすいかん）是一艘日本海軍潜水艦。伊一五型的1号舰。

## 舰历
- 1938年1月25日 在吴海军工厂开始建造
- 1940年9月30日竣工。配属至第6艦隊第一潜水战队，迎来太平洋战争。在珍珠港偷袭作战中出击，任务是持续对敌方部队做攻击，没有遭遇敌人。之后参加美国西海岸沿岸通商破坏作战，在阿留申群岛和所罗门群岛等执行侦察任务。再次期间没有取得任何战果。
- 1942年11月3日 此后消息不明，确认在瓜达尔卡纳尔岛周边海域被击沉。
  - 12月24日 确认战没并除籍。

## 同名舰
伊一三型潜水舰的三号舰作为第二代舰而给予这个名字，未建成即被终止，没有战历记载。详情参见伊一三型潜水舰。